# 数理ファイナンス
数理ファイナンス（すうりファイナンス、英語: mathematical finance）は、応用数学の一分野であり、証券市場に関する学問である。

## 概説
金融経済学の基本定理、特に資産価格理論と市場に対し密接である。ミクロ経済学の議論では、競争市場において価格は需要関数と供給関数から導かれる均衡条件によって決まる部分均衡と、消費者や生産者がすべての財の価格を与えられたものとして行動する一般均衡の議論がある。数理ファイナンスでは、一般均衡が証券市場で成立していると仮定している。
また、一般均衡が議論の前提であるため、証券価格の相対価格は導出されるが、絶対価格の議論がなされない。例えばブラック-ショールズモデルにおいては、株価と債券価格がすでに与えられたものとして、デリバティブの価格を導く。ところがこの株価の水準がなぜその値なのかということは一切語っていないのであり、無裁定原理の枠組みでは決定できない。そこには伝統的な経済学やCAPMなどの理論が必要となるのである。

## 複製の概念
価格のわからない金融商品を、価格が既知である複数の金融商品の組み合わせ（ポートフォリオ）によって複製する。それによって元の金融商品の価格が無裁定原理に基づき導出される、というのが数理ファイナンスの基本的な考え方である。この意味で数理ファイナンスにおける「価格」という概念は極めて明瞭な意味を持つことになる。それゆえ数学的な解析が可能となるのである。

## 完備市場と非完備市場
数理ファイナンスにおける価格理論の中で単純な構造を持つブラック-ショールズモデルは、株と債券という2つの価格のわかっている証券を用いて、任意のデリバティブ(株に関するものに限る)の複製を行う。このように、すべてのデリバティブが複製可能なとき、市場は完備であるといわれる。一方で、複製できない商品が存在する市場を非完備市場と呼ぶ。完備なモデルにおいては、無裁定原理からすべてのデリバティブの適正価格が求められるが、非完備なモデルの場合は複製できない商品に関しては無裁定原理とは別の方法によらなくては価格を定義することができない。

## 沿革
一般的には、数理ファイナンスは金融経済学での議論から、数学モデルないし数値モデルとして拡張されたものである。1970年代の、ブラックとショールズらの理論により急速に発展した。
証券価格はある確率微分方程式に従うという定式化をするため、理解するには高度な確率論の知識が必要であるとされる。特に、1970年代から1980年代にHarrison, Kreps, Pliskaを中心とする一連の研究成果 より無裁定条件（市場に裁定機会が存在しないこと）と同値マルチンゲール確率測度が存在することが互いに必要十分条件、である事が示されてから、単純に証券価格が確率過程に従うという議論に、無裁定価格の視点も加わった。